# Maria Woodworth-Etter
Maria Buelah Woodworth Etter (1844-1924) foi uma prestigiada e influente evangelista do final do século XIX, nos Estados Unidos, considerada "avó do Pentecostalismo". Mesmo sendo uma mulher simples, esposa de agricultor, com pouca educação formal, seu ministério foi célebre em razão do reavivamento religioso que a acompanhava, cujas reuniões eram notáveis por sua pregação fervorosa, curas físicas, êxtases, expulsão de demônios, glossolalia, e outros sinais..
Com frequência, Woodworth é referida como a "avó do Pentecostalismo", pois foi responsável por contribuir para a adesão do Movimento de Santidade ("Holiness Movement") ao Movimento Pentecostal no início do século XX. Seu ministério carregava o ensino enraizado em sua herança wesleyana e o reavivamento marcado por manifestações dos dons do Espírito Santo ("charismata"), ainda décadas antes do Reavivamento da Rua Azusa, em 1906. Além disso, assim como sua contemporânea Phoebe Palmer, foi uma das pioneiras a enfrentar a oposição masculina contra mulheres no ministério de pregação e ensino.

## Vida

### Seus pais
Maria Woodworth Etter nasceu em 22 de julho de 1844, como quarta filha de um casal de agricultores pobres Samuel e Matilda Underwood no condado de Colombiana, em New Lisbon, Ohio. A princípio, seus pais não eram cristãos e por essa razão ela cresceu sem nenhuma educação religiosa em casa; seu pai Samuel era um homem alcoólatra e que frequentemente gastava todo seu dinheiro com esse vício, deixando sua esposa e filhos em necessidade, sem alimentos, e na pobreza; porém, em 1854 eles se convertem e ingressam na igreja dos Discípulos de Cristo ("Disciple of Christ church").

### Primeiro sofrimento
Entretanto, no ano seguinte, em 1855, ela enfrentou aquilo que descreveu como "o primeiro grande sofrimento da sua vida": a morte de seu pai; Samuel havia saído normalmente para realizar uma colheita, porém dois homens desconhecidos o carregaram para sua casa já morto devido à isolação, no seu último momento "morreu orando pela sua família", ela escreveu. Maria relatou que neste momento "ela e seus irmãos gritavam e sua mãe desmaiou". A partir de então, sua mãe foi deixada em estado de "quase indigência e com oito filhos para cuidar", sendo forçada a trabalhar de várias maneiras para prover os filhos; em consequência, os filhos mais velhos passaram também a trabalhar para dar suporte à mãe e aos irmãos mais novos.

### Conversão
Com a idade de 13 anos, Maria participou de uma reunião na igreja Discípulos de Cristo ("Disciples of Christ church") quando foi profundamente impactada pela pregação, qual ela expressou da seguinte forma: "no momento em que ouvi a história da cruz, meu coração foi transbordado com o amor de Jesus e meus olhos se tornaram em fontes de lágrimas". Por consequência, quando o ministro realizou o apelo para aceitarem a Cristo, ela foi a primeira a descer ao corredor e se dirigir ao altar, no dia seguinte foi batizada. "Quando eu estava sendo submergida nas águas", ela registrou em seu diário, "uma luz veio sobre mim e a partir de então meu coração foi verdadeiramente convertido"; a partir desse momento, nasceu em seu coração o desejo de trabalhar como esposa de pastor ou missionária.

Do seu chamado, ela escreveu posteriormente:
"Eu ouvi a voz de Jesus chamando-me para sair às estradas e fronteiras para reunir as ovelhas que estavam perdidas." 

### Seu medo
A despeito do seu êxito ministerial logo no início, a evangelista, conforme registrado em suas memórias, demonstrava acentuada preocupação com uma apropriada qualificação ministerial, centrada especialmente no fato de Maria ter carecido de educação formal e devido ao fato de ser mulher. A respeito disso, ela escreveu: "eu desejava poder frequentar uma escola na onde eu poderia aprender; eu ansiava por uma educação e, com frequência, chorava até enfim dormir por causa desse assunto".
Soma-se o fato de que como mulher ela temia pregar e "ser ridicularizada e desprezada entre seus amigos e parentes, assim como trazer reprovação sobre a causa evangelística". Diante disso, assim como outras pregadoras do século XIX, conforme seu relato, seu temor foi dissipado quando descortinou-se uma visão espiritual que a encheu de sabedoria sobre as Escrituras. De modo que registrou: "eu vi mais nesta visão do que eu poderia ter aprendido de modo natural em vários anos de laborioso estudo".

### Matrimônio
Em 1863, ela se casou com Philo Horace Woodworth, homem desinteressado em assuntos religiosos e contrário ao seu ministério de reavivamento, de quem divorciou-se devido a um adultério desse, em 1891. Ela teve seis filhos com Philo Woodworth, cinco dos quais morreram jovens. Em 1902, ela se casou com Samuel Etter que a acompanhou e lhe deu apoio financeiro e emocional em todo seu ministério até a morte dele em 1914..

### Ministério
Maria logo se tornou conhecida nacionalmente em seu país como pregadora de cura, realizando reuniões da costa oeste à costa leste dos Estados Unidos; como também plantou inúmeras igrejas e elegeu ministros ao longo da sua carreira - em geral, homens. Na virada do século XX, a mulher de meia-idade Maria Woodworth-Etter já estava bem estabelecida como célebre pregadora holiness. Deixou como legado milhares de conversões, curas, reavivamento do fervor religioso e impulso ao embrionário Movimento Pentecostal.

## Na Vanguarda do Movimento Pentecostal
O ministério da lendária evangelista Maria Woodworth Etter iniciou-se em 1880, não se deixando impedir pelo seu baixo grau de educação formal e o fato de nunca ter pregado até a idade de 35 anos; além disso, seu marido Philo Horace Woodworth não compartilhava de sua vocação evangelística e não se interessava por nada além de sua própria fazenda em Ohio. Apesar de poucas mulheres em seu tempo que fossem pregadoras do Evangelho, Maria tinha total convicção do seu chamado.
Até 1894, Maria já tinha pregado de costa à costa dos Estados Unidos ao menos três vezes. Neste início ministerial, ela enfatizava as conversões e suas reuniões obtiveram notável sucesso, sendo patrocinadas por Metodistas, Irmãos Unidos ("United Brethren"), Igrejas de Deus ("Churches of God (Winebrenner)") e outros grupos; entretanto, Maria concedia especial atenção aos grupos do segmento metodista/wesleyano "holiness", com os quais tinha forte identificação teológica. 
Em 1883 ocorreu um dos primeiros fenômenos característicos do seu ministério: em suas reuniões, sob a ação do Espírito Santo, inúmeras pessoas caiam involuntariamente ao chão em transe/êxtase, semelhante ao que ocorrera décadas antes com outros evangelistas de reavivamento. A partir de então, passou a ser chamada de "evangelista do êxtase" ("Trance Evangelist"), sendo que ela acreditava ser esse fenômeno o "batismo no Espírito Santo" ou "recebimento de poder".

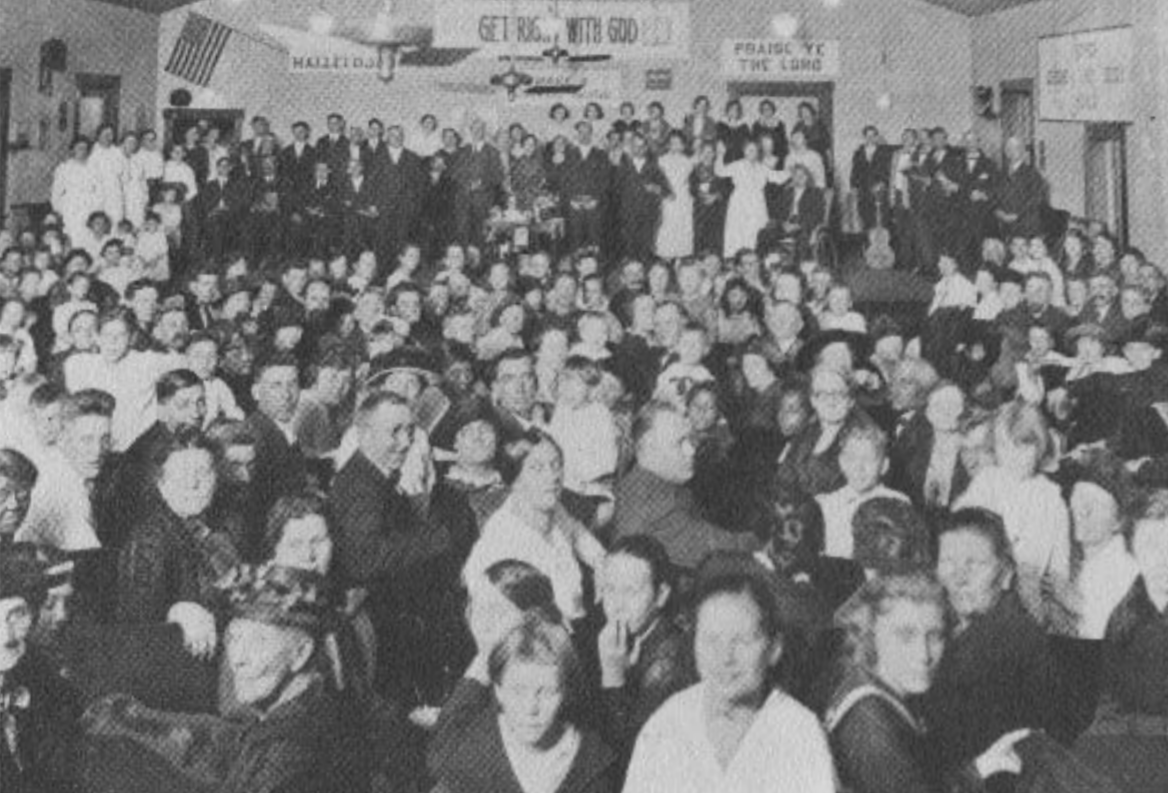
Interior do Tabernáculo de Maria Woodworth-Etter, Rua Miller, Indianapolis, Indiana

Durante uma reunião em 1883 em Fairview, Ohio, Maria registrou em seu diário que pessoas em quebrantamento confessavam seus pecados e "oravam para que recebessem o Batismo no Espírito e o Batismo com Fogo", então 15 pessoas correram ao altar clamando por misericórdia e caíram ao chão em transe/êxtase. Mesmo nesta data inicial, Maria já chamou isso de "poder Pentecostal" e registrou que "estes derramamentos do Espírito Santo sempre foram seguidos por centenas que vinham a Cristo".
Em uma grande reunião em Alexandria, Indiana, Maria reportou que o poder de Deus assumiu o controle de cerca de 500 das 25 000 pessoas presentes, fazendo com que caíssem ao chão. "O Espírito Santo pousou sobre eles", ela escreveu, "Eu fui dominada".
Em 1885, Maria Woodworth desenvolveu seu escopo teológico que era centralizado na salvação, santificação, Batismo no Espírito Santo e iminente retorno de Cristo. Maria também era célebre por exercer o dom (carisma) de profecia, sendo este um dos motivos responsáveis por atrair com frequência uma multidão de pessoas, lotando sua barraca de 8 000 lugares a cada cidade que passava.

### Os dons
Nas reuniões promovidas por Woodworth-Etter, a ocorrência de manifestações dos dons do Espírito Santo ("charismata") eram visíveis, inclusive de glossolalia, conforme ela mesmo registrou:
"Inúmeras pessoas foram batizados no Espírito Santo e receberam diversos dons. Muitos receberam o dom de cura, de expulsão de demônios, de realização de milagres, de visões, de Batismo no Espírito Santo por imposição de mãos. Alguns receberam o dom de novas línguas e falavam com proficiência em outros idiomas, conforme o Espírito Santo lhes capacitava que se expressassem; ele ainda os capacitava para que tivessem a interpretação do que estavam falando."

"Durante uma reunião, eu impus minhas mãos sobre uma jovem moça e orei por ela, logo ela caiu debaixo de poder e recebeu o Batismo no Espírito Santo, falando em diversos idiomas fluentemente com grande poder, além disso, ela recebeu também o dom de interpretação e pôde ler e escrever nestes idiomas. Um missionário que estava presente e havia retornado da África do Sul disse a nós que uma das línguas que essa jovem havia falado era de uma tribo na qual ele havia trabalhado. Algum tempo depois ela viajou em missão, parando em certo momento da viagem na Casa Missionária de Pittsburgh ("Pittsburgh Missionary Home") onde encontrou alguns missionários; estes, mais tarde quando retornaram a sua terra natal, nos relataram que essa jovem falava com mais poder e fluência até mesmo do que eles que haviam aprendido o idioma enquanto estavam a campo."
Em 1887, um jornal citou uma das declarações de Maria durante uma reunião em Illinois, evidenciando a forte influência da sua voz para o desenvolvimento do Movimento Pentecostal:
"O poder que foi dado aos apóstolos em seus dias não foi retirado da igreja. Porém, o problema foi que a igreja se rebaixou ao mesmo nível do mundo e assim perdeu a fé ilimitada capaz de curar os enfermos e fazer coxos andarem." Então, Maria orou para que os primeiros dias da igrejas retornassem e que houvesse mais fé em Cristo entre as pessoas.

### Adesão ao Pentecostalismo
Apesar da dificuldade para se fixar a data precisa na qual Maria Woodworth se filiou ao Movimento Pentecostal propriamente dito, oriundo da Rua Azusa, é conhecido que desde 1912 ela já atuava ativamente como parte dele. A princípio, Maria relutou em se filiar ao movimento pois desconfiava que seus ensinos eram falsos, criticava que muitos integrantes dele foram ao extremo com o dom de línguas e outros esperavam que o Espírito Santo trabalhasse do seu modo e não do dEle.
Todavia, Maria foi capaz de administrar habilmente suas diferenças com outros pentecostais e, por fim, foi calorosamente recebida por eles pelo resto de sua vida. Ela particularmente considerava o Movimento Pentecostal como o melhor dos eventos que aconteceu à igreja desde o Dia de Pentecostes. De modo evidente, as campanhas promovidas por ela exerceram relevante papel na preparação do caminho para o posterior movimento no início do século XX, como também, posteriormente ao se filiar a ele, concedeu-lhe força devido ao prestígio e popularidade do seu próprio ministério.

## Oposição
Desde o início do seu ministério, Maria Woodworth foi alvo de severas críticas contra os fenômenos de curas e de pessoas caindo em êxtase em suas reuniões, sendo que "seus críticos viam curas e êxtases como deturpação da religião genuína". Ainda, recebeu forte oposição e rejeição por pregar e ensinar, uma vez que rejeitavam a legitimidade do ministério feminino.
Maria também recebeu forte rejeição por razões raciais, pois não fazia acepção étnica e realizava reuniões em igrejas da comunidade afro-americana e para indígenas nativos dos Estados Unidos; chegando a permanecer semanas em um reserva indígena ministrando, financiada pelos próprios recursos.
Chegou a ser presa quatro vezes durante seu ministério, porém, três destas intimações nunca a levaram à corte. A única ocasião na qual foi presa e levada à corte foi New England. Seu julgamento em Framingham, Massachusetts, foi baseado na acusação de que ela teria praticado medicina ilegal e hipnotizado pessoas, em razão das pessoas que caiam em transe/êxtase em suas reuniões e eram curadas. Esse julgamento causou forte impacto, movimentando muitas pessoas para testemunharem ao seu favor, como E. W. Kenyon, prolífico escritor e fundador da Escola Bíblica Bethel ("Bethel Bible Institute").

## Morte
Em 1924, Woodworth-Etter suportou mais um duro ano de sofrimento em sua vida, e também o último. Neste ano, sua única filha Lizzie sofreu um acidente de bonde e nele faleceu. Assim, com 80 anos, Maria já havia enterrado seus seis filhos e dois maridos. Mesmo com a saúde debilitada, pois vinha sofrendo de gastrite e hidropsia, ela conduziu o funeral de sua última filha e ali pregou aos presentes que "depositassem sua fé em Deus, elevassem seus olhos para o Céus e não para a sepultura".
Apesar da dor, continuou a pregar durante todo aquele ano. Nos últimos meses de sua vida, a saúde de Maria se deteriorou a ponto de não ser mais capaz de andar; entretanto, fizeram-lhe uma cadeira de madeira na qual era transportada de sua casa até o púlpito do tabernáculo que era ao lado. Porém, no instante que começava a ministrar, o mesmo poder que a acompanhou durante seu ministério pousava sobre ela, colocava-se em pé e pregava de modo eloquente andando de um lado para o outro na plataforma; causando forte impacto naqueles que estavam presentes e testemunhavam sua debilidade anterior e o contrastante vigor que a enchia durante a pregação. Cessando-se a pregação, sua debilidade física voltava a evidência, sendo necessário que a carregassem novamente para casa.

Uma das frequentes máximas sustentadas por Maria era sua afirmação de que:
"Prefiro desgastar-me por Jesus do que me enferrujar".
Maria continuou a pregar no seu tabernáculo em Indiana até três semanas antes de falecer. Mesmo quando seu corpo se tornou profundamente debilitado, de sua cama Maria ainda pregou sermões a quem a visitava; pessoas a visitavam para orar por ela e para receberem suas orações. Permaneceu lúcida até o último instante e com boa visão, enfrentando uma morte tranquila. Em 16 de setembro de 1924, faleceu com cerca de 80 anos.

## Ler mais

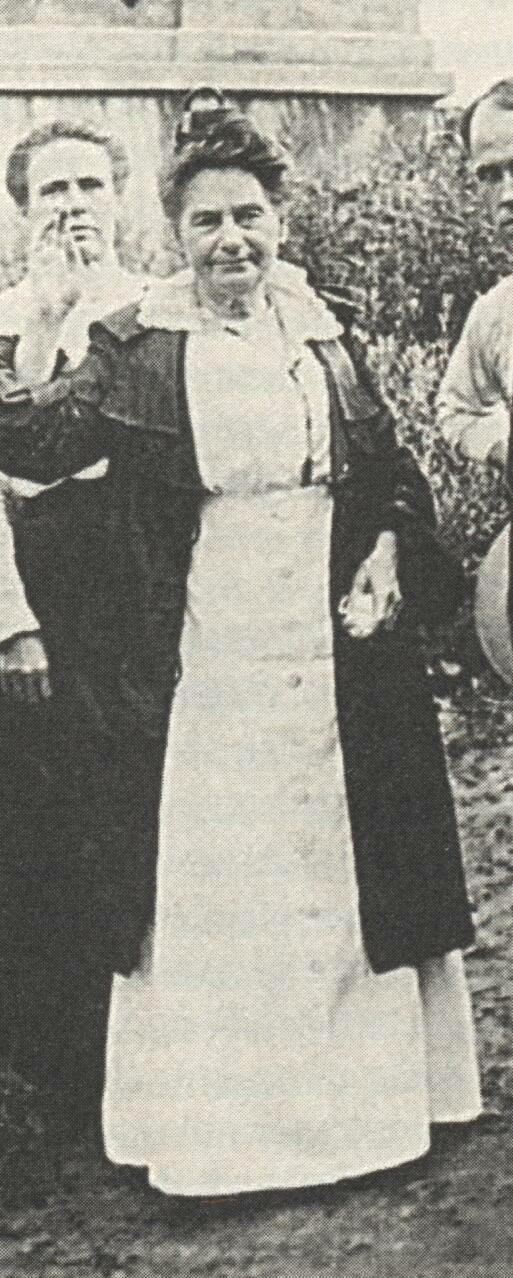
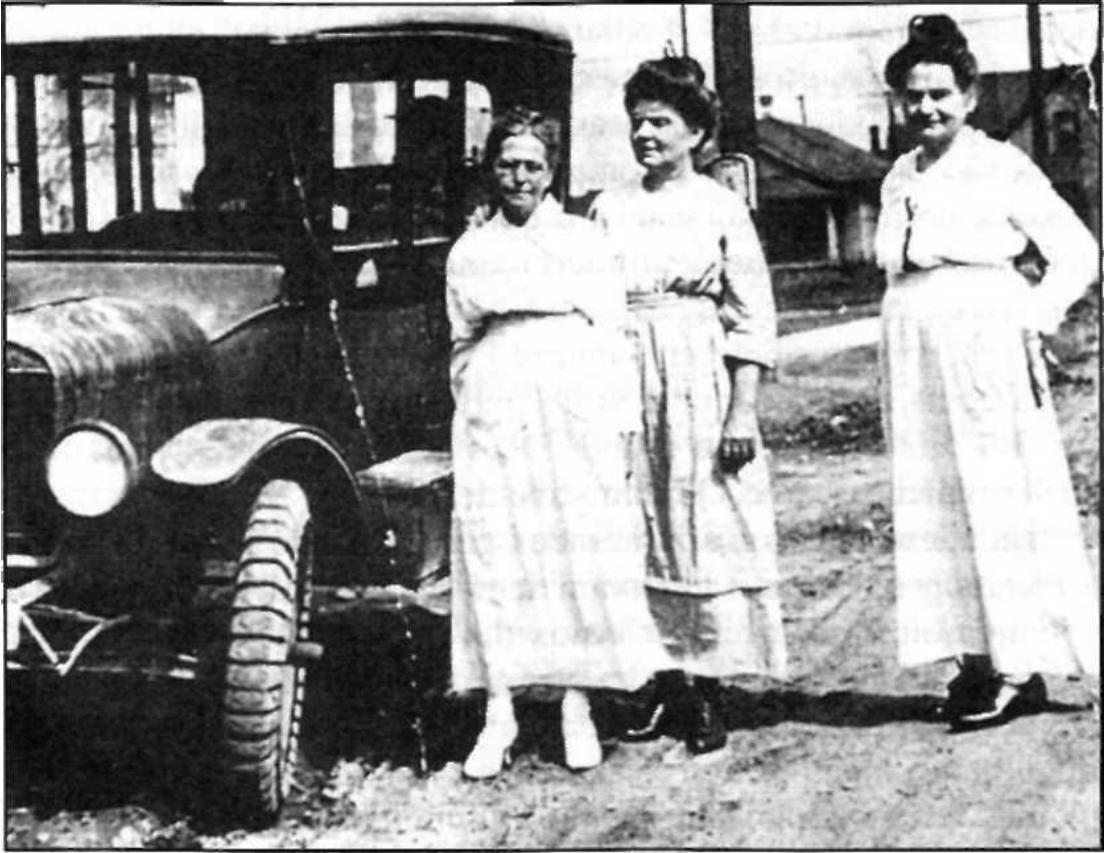
Um dos testemunhos registrados é de um homem que tinha três costelas quebradas e quase não era capaz de ficar de pé por causa da dor. Quando irmã Maria colocou lhe impôs as mãos, ele momentaneamente hesitou, porém, assim que a oração da fé foi dada, os ossos se viraram para dentro e foram restaurados em seu lugar. O mesmo homem, instantaneamente curado, batia então em suas costelas porque havia percebido que a dor e o inchaço tinham cessado. (Um Diário de Sinais e Maravilhas, Maria Woodworth-Etter, Harrison Casa, de 1916, pág 63)
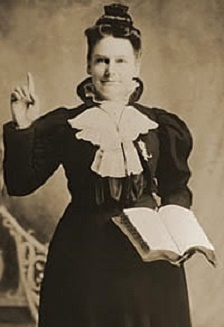
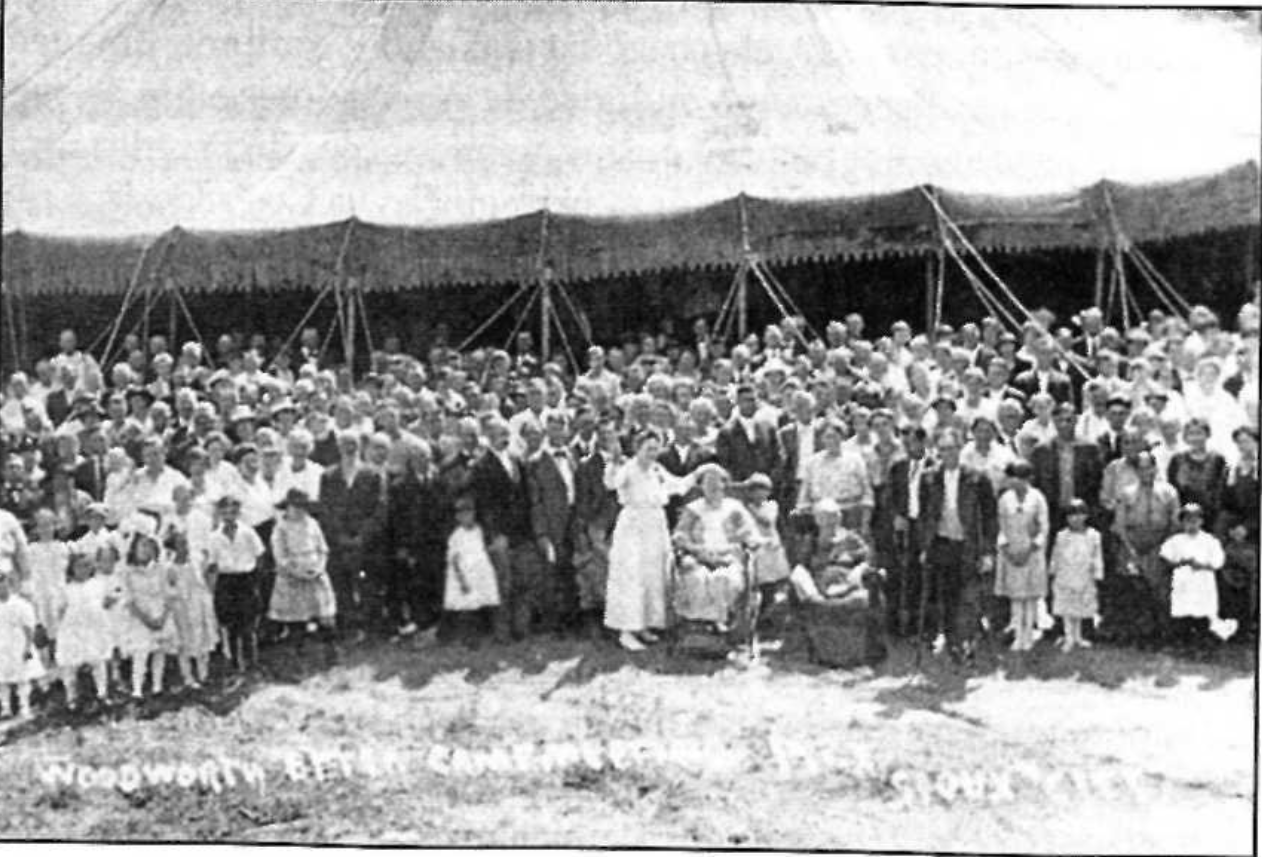
Maria Woodworth em Sioux City, Iowa
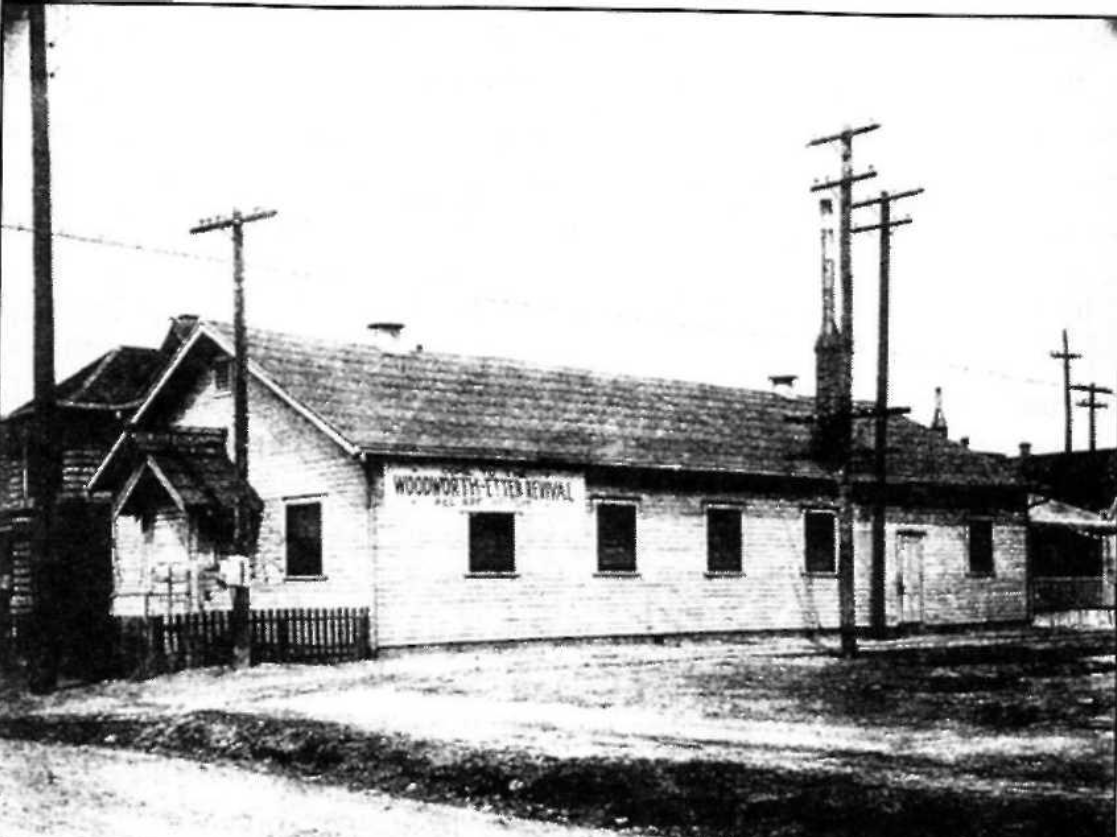
Tabernáculo em Indiana, construído por Maria Woodworth
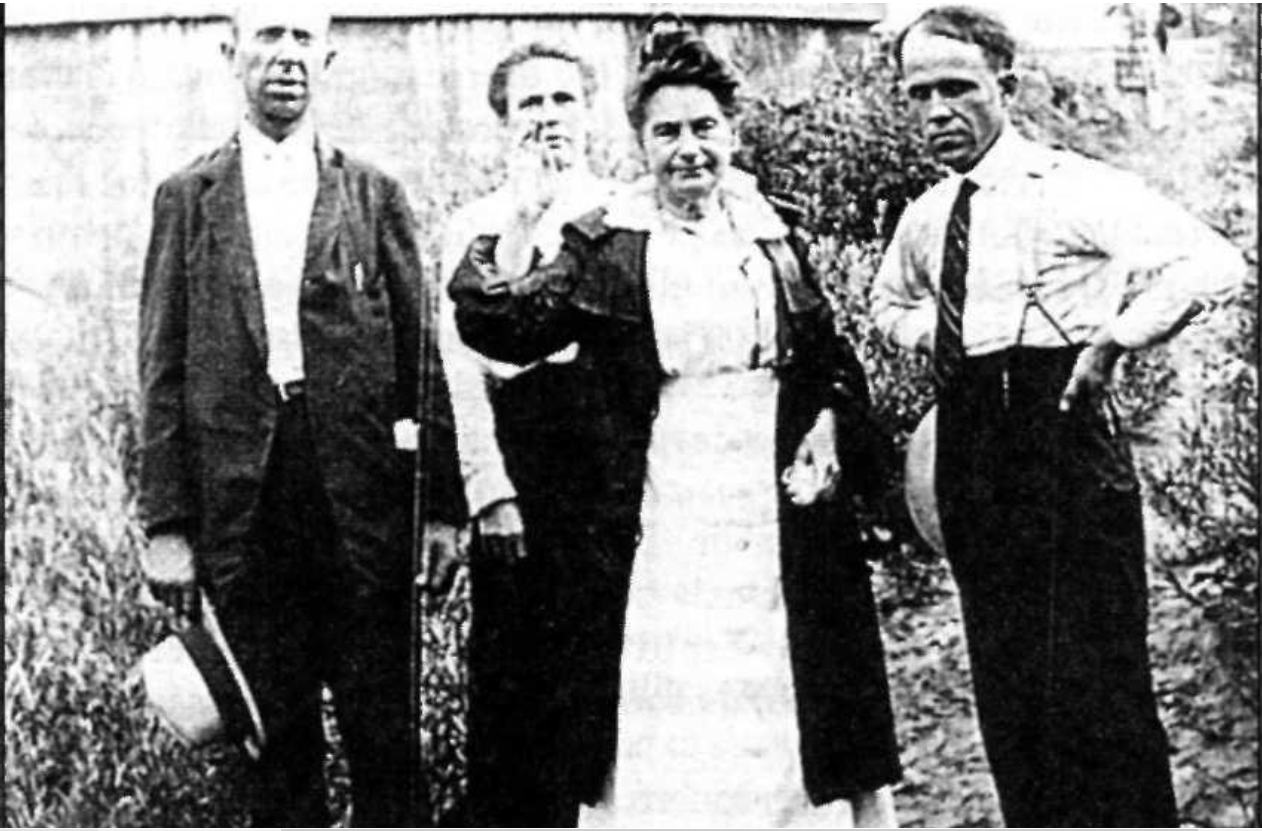
Maria Wooworth Etter e seus obreiros em Indiana, 1924

- Muitos homens e mulheres evangelistas seguiram seu ministério e foram profundamente influenciado por seus dons, como Aimee Semple McPherson e John G. Lake, dois evangelistas de cura altamente notáveis que se inspiraram no ministério de Maria Woodworth-Etter.
- Uma mulher suíça, Mlle. Biolley, traduziu o livro Sinais e Maravilhas para o francês em 1919. Robert Rótulo, um ministro francês pentecostal que escreveu o prefácio da 5ª edição, comentando o reavivamento pentecostal na França, afirmou que em certa medida ele foi inflamado pelo livros de Maria.